# Nazionale maschile di pallavolo dell'Uzbekistan
La nazionale maschile di pallavolo dell'Uzbekistan è una squadra asiatica e oceaniana composta dai migliori giocatori di pallavolo dell'Uzbekistan ed è posta sotto l'egida della Federazione pallavolistica dell'Uzbekistan.

## Risultati

### Competizioni AVC
| 1975 | non esistente   | -            |
| 1979 | non esistente   | -            |
| 1983 | non esistente   | -            |
| 1987 | non esistente   | -            |
| 1989 | non esistente   | -            |
| 1991 | non esistente   | -            |
| 1993 | non qualificata | -            |
| 1995 | non qualificata | -            |
| 1997 | 16º posto       | Convocazioni |
| 1999 | non qualificata | -            |
| 2001 | non qualificata | -            |
| 2003 | non qualificata | -            |
| 2005 | 16º posto       | Convocazioni |
| 2007 | non qualificata | -            |
| 2009 | non qualificata | -            |
| 2011 | 16º posto       | Convocazioni |
| 2013 | 16º posto       | Convocazioni |
| 2015 | non qualificata | -            |
| 2017 | non qualificata | -            |
| 2019 | non qualificata | -            |
| 2021 | 13º posto       | Convocazioni |
| 2023 | 17º posto       | Convocazioni |

| 2018 | non qualificata | -            |
| 2022 | 3º posto        | Convocazioni |
| 2023 | non qualificata | -            |
| 2024 | non qualificata | -            |